# Craugastor decoratus
Craugastor decoratus es una especie de anfibio anuro de la familia Craugastoridae.

## Distribución geográfica
Esta especie es endémica de México. Habita en el sur de Tamaulipas, el este de San Luis Potosí, el norte de Querétaro, el norte de Hidalgo, el centro de Veracruz y el norte de Puebla.

## Descripción
El holotipo hembra mide 25 mm.

## Publicación original
- Taylor, 1942 : New Caudata and Salientia from Mexico. University of Kansas Science Bulletin, vol. 28, n.º 14, p. 295-323[5]